# Kommersiell TV
Kommersiell TV, någon gång reklamfinansierad TV eller privat-TV, är privatägda televisionsstationer som oftast finansieras genom TV-reklam, och drivs i vinstsyfte av sin ägare. Detta till skillnad mot statligt understödda eller via lagstadgade avgifter finansierade TV-stationer, som ofta benämns public service.